# Cymothoe lux
Cymothoe lux är en fjärilsart som beskrevs av Le Cerf 1928. Cymothoe lux ingår i släktet Cymothoe och familjen praktfjärilar. Inga underarter finns listade i Catalogue of Life.